# Barris-Brüder

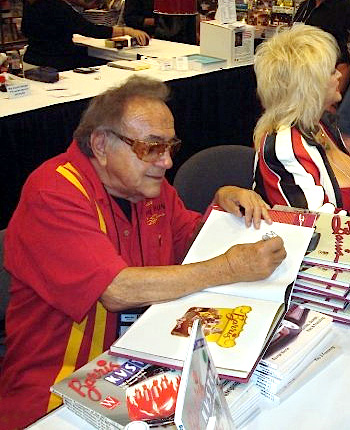
George Barris

George und Sam Barris betrieben eine Karosserie-Werkstatt in Los Angeles und gehörten zu den berühmtesten Automobilveredlern der US-amerikanischen Customizing-Szene seit den 1950er Jahren.

## Umbau von Automobilen
Sie prägten den Begriff Kustom Kulture, der heute das Synonym für völlig umgebaute Karosserien von Autos aus jener Zeit ist. Die Wagen erfuhren in der Regel eine Fahrwerks-Tieferlegung, die Karosserien (sowie die Innenräume) wurden in vielen Details verändert und aufwändig lackiert, was bis heute Einfluss auf diverse automobile Subkulturen hat.
In jüngster Zeit ist George Barris vor allem für seine nachträglichen Umbauten an den Filmwagen der „The Fast and The Furious“ - Filmen bekannt geworden (unter anderem den grünen Mitsubishi Eclipse, gefahren von Brian O’Conner). Besondere Beliebtheit haben diese Umbauten bei den Fans der Serie nicht, da sie den originalen Look bevorzugen und es als Faux-Pas bzw. geschmacklos gilt, diese Fahrzeuge zu verändern.

## Prototypen
Sam Barris war der Erste, der einen neuen 1949er Mercury choppte (d. h. das Dach in der Höhe um einige Zentimeter kürzen). Damit wurde das ursprüngliche Windschnittigmachen von Rennwagen in das Autostyling übernommen. Durch diese Idee entstanden weltberühmte Custom Cars wie der Matranga Mercury oder der Bob Hirohata Mercury.
Die Munsters besaßen zwei Autos, die von Barris Customs gefertigt wurden:
- einen Munsterwagen (Munsters’ Koach), gefertigt aus drei Ford-Model-T-Karosserien und einer 289-Ford-Cobra-8-Zylinder-Maschine – von diesem Wagen wurden insgesamt drei Exemplare gebaut
- sowie den Drag-U-La von Opa Munster, einen Spezialrennwagen (Ford Mustang), dessen Herzstück ein echter Sarg ist. Von dem Drag-U-La wurden zwei Exemplare gebaut.

George Barris gilt allgemein als der Vater des Batmobils aus der Batman-Fernsehserie der 1960er Jahre, obwohl die Hauptarbeit an dem Projekt aus Werkstattkapazitätsgründen an Dean Jeffries weitergegeben werden musste.